# Guillermo Jullian
Guillermo Jullian de la Fuente (Valparaíso, Chile, noviembre de 1931 - † Santiago de Chile, 21 de marzo de 2008) fue un arquitecto chileno y francés, de destacada trayectoria en Europa, Estados Unidos y Chile. 

## Formación
Estudió arquitectura en la Pontificia Universidad Católica de Valparaíso y en 1958 viajó a Europa a conocer de primera mano la arquitectura de Le Corbusier, a quien admiraba, y con quien soñaba colaborar en su atelier de París. Después de recorrer las principales obras del arquitecto suizo durante un año, le escribió una carta solicitándole trabajo en su oficina. Le Corbusier lo acogió como ayudante en 1959, y desde ahí en adelante comenzó a asumir distintas responsabilidades, hasta hacerse cargo del desarrollo de diversos proyectos, como el Carpenter Center para las Artes Visuales, de la Universidad de Harvard, el Museo del Conocimiento en Chandigarh, o el edificio de laboratorios de Olivetti, en Milán, entre otros.
A raíz de su amistad con Shadrach Woods, miembro del Team X, Jullian participó en algunas de las reuniones de ese grupo, mientras aún trabajaba en el atelier de la rue de Sêvres, con el consentimiento de Le Corbusier. Sus principales participaciones con este grupo corresponden a las reuniones de Royaumont, en septiembre de 1962 y Berlín en 1973, donde presenta la versión de 800 literas para el Hospital de Venecia, su versión para la Embajada de Francia en Brasilia y el sistema de composición y control dimensional denominado Yellow Peripherical Disctintion (YPD). En 1965 se instaló en Venecia, donde guio la evolución del proyecto del nuevo hospital de la ciudad, que seguiría desarrollando tras la muerte de Le Corbusier, desde su oficina en París, el Atelier Jullian, hasta 1972.
Entre 1965 y 1987 proyectó una serie de obras para el gobierno francés, entre ellas las embajadas de Francia en Brasilia (1971-1973), Washington D. C. (1976) y Rabat (1978-1984), y diversos encargos privados, principalmente en Francia. En 1984 se radicó en Estados Unidos, donde tres años más tarde, en asociación con Anne Pendleton, abrió el Atelier Jullian-Pendleton, trabajo que mantenía en paralelo con su actividad académica, en las universidades de Harvard, Cornell y Pensilvania, entre otras.
En el año 2003 viajó a Chile. Su estadía ahí se transformó en encargos para enseñar en esa y otras escuelas de arquitectura, y para diseñar la que sería su última obra, la casa MARS, en la localidad de Marbella, en la costa central de Chile.
Murió en Santiago, producto de una insuficiencia cardíaca.

## Proyectos y colaboraciones
- Hospital de Venecia (proyecto, con Le Corbusier).
- Carpenter Center for Visual Arts de la Universidad de Harvard (con Le Corbusier), Estados Unidos.
- Embajada de Francia en Rabat, Marruecos.
- Embajada de Francia en Brasilia, Brasil.
- Embajada de Francia en Washington (proyecto), Estados Unidos.
- Museo del Conocimiento de Chandigarh (proyecto, con Le Corbusier), India.
- Estadio de Bagdad (proyecto, con Le Corbusier), Irak.
- Edificio de Laboratorios Olivetti de Milán (proyecto, con Le Corbusier), Italia.
- Palacio de Congresos de Estrasburgo (proyecto, con Le Corbusier), Francia.
- Feria y Palacio de Congresos, Valencia, España.
- Concurso para el Congreso de Chile (proyecto), Valparaíso, Chile.
- Ático de la BBC, Lyon, Francia.
- Edificio de estacionamientos Renault, Boulogne-Billancourt, Francia.
- Casa MARS, Marbella (proyecto), Chile.